# Xuanwei
Xuanwei (宣威市S, XuānwēiP) è una città-contea della Cina, situata nella provincia di Yunnan e amministrata dalla prefettura di Qujing.